# Gheorghe Novac
Gheorghe Novac (Bucarest, 24 aprile 1945 – 18 ottobre 2022) è stato un cestista, allenatore di pallacanestro e dirigente sportivo rumeno.

## Carriera
Con la Romania ha disputato cinque edizioni dei Campionati europei (1965, 1967, 1969, 1973, 1975).
Da allenatore ha guidato la Romania in due Campionati europei (1985, 1987).